# Altered Images
Altered Images — британская группа новой волны во главе с вокалисткой Клер Гроган, образовавшаяся в 1979 году в Глазго, Шотландия (под покровительством Стива Северина из Siouxsie & the Banshees) и получившая известность благодаря синглам «Happy Birthday» (#2 UK, 1981) и «I Could Be Happy» (#7, 1982).

## Дискография

### Студийные альбомы
- Happy Birthday (1981, # 26 UK)[2]
- Pinky Blue (1982, # 12)
- Bite (1983, # 7)

### EPs
- Greatest Original Hits (1982)

### Синглы
- Dead Pop Stars (1981, #67 UK)
- A Day’s Wait (1981)
- Happy Birthday (1981, # 2)
- I Could Be Happy (1981, #7)
- See Those Eyes (1982, #11)
- Pinky Blue (1982, #35)
- Don’t Talk To Me About Love (1983, #7)
- Bring Me Closer (1983, #29)
- Love To Stay (1983, #46)
- Change of Heart (1983, #83)

## Видео
- Happy Birthday, 1981 на YouTube